# Richard Fraser (Schauspieler)
Richard Mackie „Dick“ Fraser (* 15. März 1913 in Edinburgh; † 19. Januar 1972 in London) war ein britisch-amerikanischer Schauspieler.

## Leben
Fraser wurde als Richard Mackie Fraser in Schottland geboren; das British Film Institute gibt US-Amerikaner als Staatsangehörigkeit an. Fraser besuchte die Cambridge University. Er absolvierte seine Schauspielausbildung an der Royal Academy of Dramatic Art. In London hatte er eine kurze Karriere als Theaterschauspieler.
Ende der 1930er Jahre ging er nach Hollywood, wo er einen Vertrag bei der 20th Century Fox erhielt. In den 1940er Jahren wirkte er in mehreren amerikanischen Filmen mit. Am bekanntesten dürfte seine Darstellung des auf Rache sinnenden Bruders einer Sängerin in dem Film Das Bildnis des Dorian Gray von 1945 sein. 1949 zog er sich von der Schauspielerei zurück. 1961 kehrte er nach England zurück. Später arbeitete für die BBC als Geschäftsführer im Vertrieb.
Er war insgesamt drei Mal verheiratet. Seine erste Ehefrau hieß Louise Christine Sheldon. Die Ehe bestand von 1938 bis 1944. Aus dieser Ehe entstammte ein Kind. Er war von 1952 bis 1970 in zweiter Ehe mit der Schauspielerin Ann Gillis verheiratet und hatte mit ihr ebenfalls ein gemeinsames Kind. Kurz vor seinem Tod heiratete er 1971 Edna Martin. 
Er verstarb an Krebs. Es wurde lange mehrheitlich 1971 als sein Todesjahr angegeben, inzwischen gilt aber der 19. Januar 1972 als gesichert.

## Filmografie (Auswahl)
- 1941: Menschenjagd (Man Hunt)
- 1941: So grün war mein Tal (How Green Was My Valley)
- 1941: A Yank in the R.A.F.
- 1942: Joan of Paris
- 1942: Eagle Squadron
- 1942: Sabotageauftrag Berlin (Desperate Journey)
- 1943: To the People of the United States (Dokumentarfilm)
- 1943: Aufstand in Trollness (Edge of Darkness)
- 1943: Holy Matrimony
- 1945: Das Bildnis des Dorian Gray (The Picture of Dorian Gray)
- 1946: Im Geheimdienst (Cloak and Dagger)
- 1947: Die Privataffären des Bel Ami (The Private Affairs of Bel Ami)
- 1948: Der Mann ohne Gesicht (Rogues’ Regiment)
- 1949: Alaska Patrol
- 1952: Florence Nightingale (Fernsehfilm)